# Tomtor
Tomtor (ros. Томтор) – wieś w Jakucji w azjatyckiej części Federacji Rosyjskiej, określana biegunem zimna półkuli północnej. Niedaleko osady przebiega Trakt Kołymski. W wiosce znajduje się małe lotnisko, z którego odbywają się cotygodniowe loty do Jakucka i Ust-Nery.

## Wygląd
W wiosce leży kilka małych stawów. Domostwa przeważnie parterowe. Od października do kwietnia nie korzysta się tu z samochodów z powodu temperatury poniżej –20 °C. Mieszkańcy zimą używają tylko zaprzęgów albo skuterów. 

## Klimat
Wieś Tomtor może się poszczycić mianem najzimniejszej wsi świata. W styczniu 2004 roku temperatura spadła tam do –72,2 °C, tym samym został pobity rekord świata, należący wcześniej do wioski Ojmiakon. Przypuszcza się, że w Górach Wierchojańskich temperatura mogła spaść nawet do –78 °C. 
| Miesiąc                         | Sty | Lut | Mar | Kwi | Maj | Cze  | Lip | Sie | Wrz  | Paź   | Lis | Gru | Roczna |
| ------------------------------- | --- | --- | --- | --- | --- | ---- | --- | --- | ---- | ----- | --- | --- | ------ |
| Średnie dobowe temperatury [°C] | -46 | -42 | -31 | -15 | 0.7 | 10.8 | 13  | 10  | 2    | -15   | -36 | -45 | −16    |
| Średnie temperatury w nocy [°C] | -50 | -48 | -40 | -25 | -6  | 3    | 5   | 1.7 | -4.6 | -21.5 | -40 | -48 | −22    |
| Opady [mm]                      | 8   | 7   | 5   | 7   | 13  | 33   | 48  | 37  | 22   | 17    | 13  | 9   | 219    |
| Źródło:                         |     |     |     |     |     |      |     |     |      |       |     |     |        |

## Miasta partnerskie
- Władywostok
- Magadan